# 国道14号 (韩国)
国道14号（韓語：국도 제14호선），又称巨济－浦项线（韓語：거제～포항선），是大韩民国的一条南北向国家级公路。路线南起庆尚南道巨济市南部面（与地方道1018号相连），途经釜山广域市和蔚山广域市，北至庆尚北道浦项市南区（与国道31号相连）。其全线整体位于大韩民国东南部，全长约315.9千米，于1971年8月31日开始规划建设，于1975年7月4日开通部分路段。

## 主要途径城市

### 庆尚南道（A段）
巨济市 - 统营市 - 固城郡 - 昌原市 - 金海市（A段）

### 釜山广域市（A段）
江西区（A段）

### 庆尚南道（B段）
金海市（B段）

### 釜山广域市（B段）
江西区（B段）

### 庆尚南道（C段）
金海市（C段）

### 釜山广域市（C段）
江西区（C段） - 北区 - 东莱区 - 金井区 - 海云台区 - 机张郡

### 蔚山广域市
蔚州郡（A段） - 南区（A段） - 蔚州郡（B段） - 南区（B段） - 中区 - 蔚州郡（C段）

### 庆尚北道
庆州市 - 浦项市

## 主要途径道路
- 南海高速公路
- 蔚山高速公路
- 统营大田高速公路
- 东海高速公路
- 南海高速公路第一支线
- 釜山外环高速公路（朝鲜语：부산외곽순환고속도로）
- 国道2号
- 国道4号
- 国道5号
- 国道7号
- 国道24号
- 国道25号
- 国道31号
- 国道33号
- 国道35号
- 国道77号（朝鲜语：국도 제77호선）
- 国道79号（朝鲜语：국도 제79호선）
- 30国家支援地方道30号（朝鲜语：국가지원지방도 제30호선）
- 58国家支援地方道58号（朝鲜语：국가지원지방도 제58호선）
- 60国家支援地方道60号（朝鲜语：국가지원지방도 제60호선）
- 69国家支援地方道69号（朝鲜语：국가지원지방도 제69호선）